# Luca Albino
Luca Albino, né le 14 février 1884 à Maiori et mort en avril 1952 dans la même commune, est un peintre italien.
Il est considéré comme l'un des plus grands peintres de la Costa Amalfitana aux XIXe et XXe siècles avec Luigi Paolillo, Angelo Della Mura et Antonio Ferrigno. Ses peintures, qu'il appelle « bombes de soleil », représentent des coins pittoresques de la côte et des scènes de la vie quotidienne, comme les nombreux marchés et les pêcheurs. Il est le maître du peintre Pia Galise : nous avons une photo où il peint au chevalet avec son élève sur la plage de Maiori.

## Biographie
Luca Albino commence très jeune à fréquenter l'atelier du peintre Raffaele D'Amato, puis il s'inscrit à l'Académie des Beaux-Arts de Naples. Après cette expérience, vers 1910, il s'installe en Argentine, où il est frappé par les couleurs intenses de ces couchers de soleil enflammés. En 1920, il retourne en Italie, et c'est à partir de ce moment que commence la vaste production d'Albino. En 1925, il participe à une exposition collective à Salerne et organise une exposition personnelle à Milan. En 1927, il expose à la première et en 1933 à la deuxième exposition d'art parmi les artistes de Salerne, et en 1935, il est présent à l'exposition d'art de Positano. En 1937 et 1942, il participe respectivement à la première et à la deuxième exposition de l'Union provinciale des beaux-arts fascistes de Salerne.

## Œuvre
- Barche, anni 20, huile sur toile, Salerne, Pinacoteca provinciale.
- Barche a Maiori, anni 20, huile sur toile, 19 × 53 cm, collection privée.
- Il mio paese, 1925, olio su compensato, 40 × 50 cm, collection privée.
- La Chiesa dell'Annunziata di Ravello, 1931, Salerne, Ente provinciale per il turismo.
- Mercato, 1931, olio su cartone, 48,5 × 62,5 cm, Amalfi, collection privée.
- Cortile, olio su compensato, 34,6 × 50 cm, Salerne, Camera di commercio.
- Torre Normanna di Maiori, olio su tavola, 23 × 34 cm, Salerne, Pinacoteca provinciale.
- Barche fra gli scogli, 1947, olio su compensato, 184 × 200 cm, Salerne, préfecture.